# Cristóbal María Hicken
Cristóbal María Hicken (Buenos Aires, 1 de janeiro de 1875 – Mar del Plata, 11 de março de 1933) foi um destacado botânico e professor argentino.

## Juventude
Cristóbal Hicken realizou seus estudos secundários no Colégio Salvador e seus estudos universitarios na Faculdade de Ciências Naturais na Universidade de Buenos Aires, onde obteve o título de agrimensor em 1898 e o doutorado em 1900.
Seu mestre foi o naturalista Eduardo Ladislao Holmberg, a quem dedicou a descrição de uma nova espécie de Hippeastrum, Hippeastrum holmbergii em 1903; logo enfocou sua pesquisa nas polipodiáceas (1906-1910) e sobre outras espécies sul-americanas de interesse.

## Docência
Em 1899 foi professor de Física no Colégio Militar da Nação (Argentina) e no Instituto Superior de Agronomia e Veterinária, atual Faculdade de Agronomia da UBA entre 1904 e 1911. Entre 1900 e 1906, ensinou Ciências naturais no Colégio Nacional de Buenos Aires, e na Escola Industrial da Nação (1901-1904), na Escola Normal de Professores (1904-1906), no Colégio Normal Superior (1907-1912) e na Faculdade de Ciências Exatas e Naturais (1909-1932). 
Em 1906, foi designado inspetor de ensino secundário no Ministério de Instrução Pública e desempenhou o cargo de diretor de estudos geográficos no Estado Maior do Exército Argentino, entre os anos de 1924 e 1931.
Seu ramo era a botânica, porém tinha bons conhecimentos de mineralogia e geologia, ditando cursos destas matérias na Faculdade de Agronomia e veterinária na Universidade de Buenos Aires, a partir de 1911.

## Publicações
Hicken instalou na pequena localidade de  General San Martín, Buenos Aires, um herbário e uma biblioteca particular que denominou Darwinion em 1911; com o tempo e ajuda de destacados cientistas, a mesma se converteu em um reconhecido centro botânico de excelência tradicional. O Darwinion publica una revista especializada, chamada Darwiniana, a principal publicação de botânica argentina.
Sua biblioteca chegou a reunir 10.000 volumes, e seu herbário mais de 150 mil exemplares de plantas.
Hicken publicou mais de 70 trabalhos ao longo de sua carreira profissional, destacando-se entre eles Holmberg y las doctrinas evolucionistas (1915), los Estudios botánicos (1922, publicado por la Sociedad Científica Argentina), La migración de los helechos en la flora de Tucumán.
Por desejo de Hicken, Darwinion se converteu num Instituto de Botânica, dedicado somente a pesquisa científica, sob a administração da Academia de Ciências de Buenos Aires. 